# Welterbe in Kiribati

Zum Welterbe in Kiribati gehört (Stand 2016) eine Kulturerbestätte des UNESCO-Welterbes. Der Inselstaat Kiribati im Südpazifik  ist der Welterbekonvention 2000 beigetreten, die bislang einzige Welterbestätte wurde 2010 in die Welterbeliste aufgenommen.

## Welterbestätten
Die folgende Tabelle listet die UNESCO-Welterbestätten in Kiribati in chronologischer Reihenfolge nach dem Jahr ihrer Aufnahme in die Welterbeliste (K – Kulturerbe, N – Naturerbe, K/N – gemischt, (G) – auf der Liste des gefährdeten Welterbes).
| Bild             | Bezeichnung                             | Jahr | Typ | Ref. | Beschreibung                                                |
| ---------------- | --------------------------------------- | ---- | --- | ---- | ----------------------------------------------------------- |
| (weitere Bilder) | Meeresschutzgebiet Phoenixinseln (Lage) | 2010 | N   | 1325 | 408.250 km² großes Meeresschutzgebiet bei den Phoenixinseln |

## Tentativliste
In der Tentativliste sind die Stätten eingetragen, die für eine Nominierung zur Aufnahme in die Welterbeliste vorgesehen sind. Derzeit (2016) ist keine Stätte in der Tentativliste von Kiribati eingetragen. Eine früher eingetragene Stätte wurde bereits in das Welterbe aufgenommen.